# Contea di Appling
La contea di Appling (in inglese Appling County ) è una contea dello Stato della Georgia, negli Stati Uniti. La popolazione al censimento del 2000 era di 17 419 abitanti. Il capoluogo di contea è Baxley.